# Малая Кильмезь
 Малая Кильмезь  — деревня в Кильмезском районе Кировской области, административный центр Малокильмезского сельского поселения.

## География
Расположена к югу непосредственно от границ райцентра поселка Кильмезь.

## История
Известна с 1873 года, когда в ней было учтено дворов 40 и жителей 284, в 1905 97 и 671, в 1926 161 и 783 (мари 620), в 1950 161 и 533, в 1989 497 жителей .

## Население
Постоянное население составляло 523 человека (мари 61%) в 2002 году, 476 в 2010.